# Arménská eparchie alexandrijská
Eparchie Alexandrie je eparchie arménské katolické církve, nacházející se v Egyptě.

## Území
Eparchie zahrnuje území Egypta a Súdánu.
Biskupským sídlem je město Alexandrie, kde se nachází hlavní chrám – katedrála Zvěstování Panny Marie.
Rozděluje se do 4 farností. K roku 2021 měla 9 153 věřících a 2 řeholnice.

## Historie
Arménští katolíci byli přítomni v Egyptě od první poloviny 18. století, zejména ve městech Alexandrie a Káhira.
Eparchie byla zřízena roku 1885 kdy papež Lev XIII. stáhl arménské katolíky z jurisdikce apoštolského vikariátu Alexandrie.

## Seznam biskupů
- 1850–1866 Paul Acderian (Etarian)
- 1886–1898 Barnabé Akscheislian
- 1901–1904 Boghos Bedros XII. Sabbaghian
- 1907–1911 Pietro Kojunian
- 1911–1933 Jean Couzian, I.C.P.B.
- 1933–1960 Jacques Nessimian
- 1960–1989 Raphaël Bayan
- 1989–1999 Nersès Bédros XIX. Tarmouni
  - 1999–2004 neobsazena
- od 2004 Kricor-Okosdinos (Rizkallah) Coussa